# نورا چیرنر
نورا چیرنر (انگلیسی: Nora Tschirner؛ زادهٔ ۱۲ ژوئن ۱۹۸۱) یک هنرپیشه، مجری تلویزیون، صداپیشه و خواننده اهل آلمان است.
از فیلم‌ها یا برنامه‌های تلویزیونی که وی در آنها نقش داشته‌است می‌توان به ویکی وایکینگ اشاره کرد.